# Džabal Oda
Džabal Oda (2260 m n. m.) je hora v severovýchodní části Súdánu, v provincii Rudé moře, asi 57 km západně od pobřeží Rudého moře a 100 km severozápadně od Port Sudanu, hlavního města súdánské provincie Rudé moře. 

## Geografie
Džabal Oda je nejvyšší horou Rudomořských hor a zároveň nejvyšší vrchol severovýchodní části Súdánu při pobřeží Rudého moře.